# Francisco Lucero
Francisco Lucero fue un militar mexicano que participó en la revolución mexicana dentro del Ejército Libertador del Sur.

## Biografía
Lucero vivió en las inmediaciones de Mixquitepec y de San José Tetla, Piaxtla, Puebla.
De acuerdo al historiador José P. Gonzales, Francisco Lucero tomo la población de Acatlán de Osorio junto al General Ricardo Reyes Márquez, la cual estaba en poder del gobierno de Porfirio Díaz. Meses después, Ricardo Reyes dejó el movimiento zapatista para apoyar al gobierno de Francisco I. Madero, el cual había sido declarado por los zapatistas como traidores a su ideología. En represalia Lucero atacó y saqueó Acatlán. También asaltó la hacienda de Santa Ana, que estaba bajo la jurisdicción de Acatlán, la cual quemó y ordenó fusilar a sus propietarios, que eran hacendados españoles.

## Muerte
El 5 de agosto de 1917 Lucero dirigió un ataque a la población de Ixcamilpa de Guerrero, dentro del estado de Puebla, pues consideraba conveniente tener control sobre ella. Lucero murió intentando capturar la ciudad, la cual no pudo ser sometida. Meses antes su hermano, Guadalupe Lucero, había fallecido intentando atacar a la misma población. A su muerte, su hijo Gregorio Lucero se unió a la lucha zapatista y combatió junto con el general Jesús Chávez.